# Denise Duval
Denise Duval (París, 23 de octubre de 1921 - 25 de enero de 2016) fue una soprano lírica francesa conocida por sus interpretaciones en composiciones de Francis Poulenc.
Fue la creadora del papel único de "La mujer" en La voz humana (La voix humaine) sobre textos de Jean Cocteau en 1959, de Thérèse en Las tetas de Tiresias en 1947 y Blanche de la Force en Diálogos de carmelitas, que estrenó en la versión francesa en la Ópera de París (el estreno mundial fue en italiano en La Scala).
Debutó en 1941 en la Ópera de Burdeos, donde cantó roles tan diversos como Tosca en Tosca, Anita en La Navarraise, Mimí en La bohème, Marguerite en Fausto y otros.
En 1947 canta Madama Butterfly en la Salle Favart de París y entra al elenco de la Ópera de París y la Opéra Comique entre 1947 y 1965, año en el cual se retiró.
Además de las obras de Poulenc, con quien su nombre quedará indefectiblemente asociado, fue una famosa Melisande en la ópera de Debussy Pelléas et Mélisande (que cantó en el Festival de Glyndebourne) y Thais, de Massenet, que cantó en Dallas en 1961 dirigida por Franco Zeffirelli.
Debutó en el Teatro Colón de Buenos Aires en 1960 en La voz humana, regresando en 1964 y en 1965 para el estreno de Diálogos de carmelitas, que serían sus últimas actuaciones provocando un abrupto final de carrera a los 44 años debido a una laringitis mal tratada.

## Discografía
- 1963, Claude Debussy: Pelleas Et Melisande / Vittorio Gui, Denise Duval; Michel Roux, Glyndebourne.
- Poulenc: Dialogues Des Carmélites / Dervaux, Duval, Crespin, Gorr.
- Francis Poulenc & Friends, DVD.